# Francesc Marsans Casabella
Francesc Marsans Casabella   (Granollers, 1863 - Barcelona, 1935) va ser un músic granollerí que va formar part de diverses orquestres de la ciutat i també va tenir relació amb la societat coral La Lira Catalana de Granollers.
El 1883 estava entre els músics que formaren l'orquestra La Vallesana que, en aquell any, es va unir amb una altra orquestra anomenada Els Mines conformant així La Catalana. En aquestes orquestres hi tocava el cornetí i amb els anys va passar a tocar el fiscorn i, finalment, el contrabaix.
El 1890 va participar en la constitució de la societat coral granollerina La Lira Catalana, de la qual va ser director.
Va morir el febrer de 1935 a l'edat de setanta-dos anys.